# Орлеан-Браганса, Педру Энрике
Педру Энрике Афонсу Фелипе Мария Мигель Габриэль Рафаэль Гонзага де Орлеан и Браганса (порт. Pedro Henrique Afonso Felipe Maria Miguel Gabriel Rafael Gonzaga de Orléans e Bragança; 13 сентября 1909, Булонь-Бийанкур, Франция — 5 июля 1981, Васорас, Бразилия) — глава Бразильского императорского дома (14 ноября 1921 — 5 июля 1981). Правнук последнего бразильского императора Педру II и один из двух претендентов на вакантный императорский престол Бразилии.

## Ранняя жизнь в Европе
Он родился в 1909 году во Франции в Булонь-Бийанкур, во время изгнания бразильской императорской семьи, отстраненной от власти в 1889 году в результате военного переворота. Его отцом был принц Луиш Орлеан-Браганса (1878—1920), второй сын принцессы Изабеллы Бразильской (1846—1921), императорской принцессы Бразилии, и принца Гастона Орлеанского, графа д’Э (1842—1922). Его матерью была принцесса Мария ди Грация Бурбон-Сицилийская (1878—1973), дочь принца Альфонсо Бурбон-Сицилийского, графа Казерты, и его жены, принцессы Марии Антуанетты Бурбон-Сицилийский.
Изабелла Бразильская, бабка Педру Энрике по отцовской линии, был наследницей бразильского императорского престола (1891—1921). В 1908 году за год до рождения Педру Энрике, его дядя, принц Педру де Алькантара Орлеан-Браганса (1875—1940), отказался за себя и своих потомков от прав на наследование бразильского императорского трона в пользу своего младшего брата, принца Луиша Орлеан-Браганса (1878—1920).
Таким образом, при рождении принц Педру Энрике получил титул принца Грао-Пара, в соответствии со статьей 105 Конституции 1824 года. Он был крещен в королевском дворце д’Э на севере Франции святой водой, взятой из фонтана в Ларго да Кариока в Рио-де-Жанейро. Его крестными родителями стали его бабка по отцовской линии, принцесса Изабелла Бразильская, и дед по материнской линии, принц Альфонсо, граф Казерта, глава королевского дома Обеих Сицилий. Принц и его семья проживали в замке д’Э и дворце Булонь-сюр-Сен, принадлежавшим императорской семье. Принц Педру Энрике был воспитан своей бабкой, принцессой Изабеллой Бразильской, и многочисленными наставниками в духе будущего императора Бразилии.
В 1920 году его отец Луиш Орлеан-Браганса скончался в Каннах (Франция) из-за ранений, полученных во время Первой Мировой войны. В 1920 году президент Бразилии Эпитасиу Песоа своим указом отменил изгнание бразильской императорской семьи. Гастон Орлеанский, граф д’Э, дед Педру Энрике, привез часть императорской семьи в Бразилию. Принцесса Изабелла Бразильская не стала возвращаться на родину из-за старости и болезни, врачи не рекомендовали её предпринимать такую дальнюю поездку. Тем не менее, принц Педру Энрике не задержался надолго в Бразилии и вскоре вернулся в Европу.
В 1920 году после смерти своего отца принц Педру Энрике Орлеан-Браганса стал императорским принцем Бразилии. 14 ноября 1921 года после смерти своей бабки, принцессы Изабеллы Бразильской, в замке д’Э, 12-летний принц Педру Энрике стал главой Бразильской императорской семьи и одним из претендентов на вакантный императорский трон.
Принц Педру Энрике продолжал жить во Франции вместе со своей матерью, принцессой Марией Пией Бурбон-Сицилийской, которая думала, что здесь её дети могут получить лучшее образование. Принц получил образование в престижном институте Sciences Po в Париже. Его бабушка описывала Педру Энрике как «очень умного ребёнка».
В 1925 году бразильское правительство отклонило прошение 16-летнего принца Педру Энрике Орлеан-Браганса о службе в бразильской армии.

## Жизнь в Бразилии
В 1945 году после окончания Второй Мировой войны принц Педру Энрике смог вернуться в Бразилию. Он поселился вначале в Петрополисе, штат Рио-де-Жанейро (дворец Грао-Пара), откуда перебрался в район Ретиро (Петрополис). Его двоюродный брат, принц Педру Гастан Орлеан-Браганса (1913—2007), старший сын Педру де Алькантара, принца Грао-Пара, в 1946 году оспорил права Педру Энрике на главенство в Бразильской императорской семье на том основании, что отказ его отца не имел никакой юридической силы.
В 1951 году Педру Энрике Орлеан-Браганса купил ферму Фазенда Санта-Мария в городе Жакарезинью (вблизи Параны), где стал заниматься фермерством. В 1965 году он вернулся в штат Рио-де-Жанейро и поселился в городе Васорас, важном городе по производству кофе во времена Бразильской империи.
5 июля 1981 года 71-летний принц Педру Энрике Орлеан-Браганса скончался в Васорасе. Его титулы перешли к его старшему сыну, принцу Луишу Орлеан-Брагансе (1938—2022).

## Стили
- 13 сентября 1909 — 26 марта 1920 года: Его Императорское и Королевское Высочество принц Грао-Пара
- 26 марта 1920 — 14 ноября 1921 года: Его Императорское и Королевское Высочество Императорский принц Бразилии
- 14 ноября 1921 — 5 июля 1981 года: Его Императорское и Королевское Высочество принц Педро Энрике Орлеан-Браганса

## Награды
Дом Педру Энрике являлся великим магистром следующих бразильских орденов:
- Орден Христа
- Орден Святого Бенедикта Ависского
- Орден Святого Иакова
- Орден Южного Креста
- Орден Педру I
- Орден Розы

Он был получателем следующих иностранных наград:
- Большой крест Священного военного Константиновского ордена Святого Георгия (Неаполитанские Бурбоны)
- Большой Крест Чести и Преданности (Мальтийский орден)

## Брак и дети
19 августа 1937 года принц Педру Энрике женился в замке Нимфенбург (Бавария) на принцессе Марии Елизавете Баварской (1914—2011), старшей дочери принца Франца Баварского (1875—1957) и принцессы Изабеллы Антонии фон Круа (1890—1982). Супруги имели двенадцать детей:
- принц Луиш Гастан Мария Жозе Пиу (6 июня 1938 — 15 июля 2022) — претендент на бразильский престол с 1981 года до своей смерти. Не был женат, детей нет
- принц Эудес Мария Раньери Педру Жозе (8 июня 1939 — 13 августа 2020[15]), в 1966 году отказался от прав на наследование императорского престола. Был дважды женат. Первая жена - Ана Мария Мораес и Баррос с 1967 года - 1976 году, развод, двое детей. Вторая жена - Марседес Невес да Роха, имеют четверых детей:
  - Луи Орлеан-Браганса (род. 1969) - от первого брака
  - Анна Орлеан-Браганса (род. 1971) - от первого брака
  - Эудес Орлеан-Браганса (род. 1977) - от второго брака
  - Антуанетта Орлеан-Браганса (род. 1979) - от второго брака, сестра-близнец Марии
  - Мария Орлеан-Браганса (род. 1979) - от второго брака, сестра-близнец Антуанетты
  - Гай Орлеан-Браганса (род. 1984) - от второго брака
- принц Бертран Мария Жозе Пиу Жануарио (род. 2 февраля 1941) — один из двух нынешних претендентов на бразильский престол, не женат, детей не имеет
- принцесса Изабелла Мария Жозефа Энриета Франсиска (5 апреля 1944 — 5 ноября 2017), замужем не была, детей нет
- принц Педро де Алькантара Энрике Мария Мигель Габриэль Рафаэль Гонзага (род. 1 декабря 1945) — отказался от прав на императорский трон в 1972 году. В 1974 году женился на Марии де Фатиме де Ласерда Роха, имеют пятерых детей
  - Мария Орлеан-Браганса (род. 1975)
  - Мария Каролина Орлена-Браганса (род. 1978)
  - Габриэль Жозе Орлеан-Браганса (род. 1980)
  - Мария де Фатима Орлеан-Браганса (род. 1988)
  - Мария Мануэлла Орлеан-Браганса (род. 1989)
- принц Фернандо Динис Мария Жозе Мигель Габриель Рафаэль Гонзага (род. 2 февраля 1948), в 1975 году отказался от прав на императорский престол. В том же 1975 году женился на Марии де Граса Баэре де Араухо, трое детей
  - Изабель Мария Орлеан-Браганса (род. 1978), с 2009 года замужем за графом Александром цу Штольберг-Штольберг, двое детей
  - Мария да Глория Орлеан-Браганса (род. 1982)
  - Луи Орлеан-Браганса (род. 1984)
- принц Антониу Жоао Мария Жозе Жоржи Мигель Габриэль Рафаэль Гонзага (24 июня 1950 — 8 ноября 2024), императорский принц Бразилии (с 2022 года), в 1981 году женился на принцессе Кристине де Линь (прод. 1955). Супруги имели четверых детей:
  - Педру-Луиш (1983-2009), погиб в авиакатастрофе
  - Амелия де Фатима Орлеан-Браганса (род. 1984)
  - Рафаэл Орлеан-Браганса (род. 1986)
  - Габриэлла Орлеан-Браганса (род. 1989)
- принцесса Элеонора Мария Жозефа Роза Филиппа Мигэла Габриэла Рафаэла Гонзага (род. 20 мая 1953). В 1981 году вышла замуж за принца Мишеля де Линь (род. 1951), двое детей
  - Аликс де Линь (род. 1984)
  - Анри де Линь (род. 1989)
- принц Франсиско  Мария Жозе Рассо Мигель Габриэль Рафаэль Гонзага (род. 6 апреля 1955), отказался от прав наследования престола в 1980 году. Был женат с 1980 года на Клаудии Регине Кодинхо, имеют троих детей:
  - Мария-Изабелла Орлеан-Браганса (род. 1982)
  - Мария-Тереза Орлеан-Браганса (род. 1984), сестра-близнец Марии-Элеоноры
  - Мария-Элеонора Орлеан-Браганса (род. 1984) - сестра-близнец Марии-Терезы
- принц Альберто Мария Жозе Жоао Мигель Гарбриэль Рафаэль Гонзага (род. 23 июня 1957), отказался от прав наследования престола в 1980 году. Женат с 1983 года на Марице Рибас Бокель, имеют четверых детей
  - Педру-Альберто Орлеан-Браганса (род. 1988)
  - Мария Беатрис Орлеан-Браганса (род. 1990)
  - Анна Тереза Орлеан-Браганса (род. 1995)
  - Антонио Альберто Орлеан-Браганса (род. 1997)
- принцесса Мария Тереза Альдегунда Луиза Жозефа Микаэла Габриэла Рафаэла Гонзага (род. 14 июля 1959), вышла замуж в 1995 году за Жана Хессель де Жонга, один сын
  - Рояуми-Уни де Жонга (род. 1997)
- принцесса Мария Габриэла Доротея Изабелла Жозефа Микаэла Габриэла Рафаэла Гонзага (род. 14 июля 1959), в 2003 году она вышла замуж за Теодора Сенна де Хангрия Мачадо, развелись в 2005 году.